# Anti-CRISPR
Anti-CRISPR (en inglés: Anti-Clustered Regularly Interspaced Short Palindromic Repeats) es un grupo de proteínas que se encuentran en los fagos, que inhiben la actividad normal de CRISPR-Cas, el sistema inmunológico de ciertas bacterias.  CRISPR consiste en secuencias genómicas que se pueden encontrar en organismos procarióticos, que provienen de bacteriófagos que infectaron previamente a la bacteria, y se utilizan para defender a la célula de futuros ataques virales.  Anti-CRISPR es el resultado de un proceso evolutivo ocurrido en fagos para evitar que sus genomas sean destruidos por las células procarióticas que infectarán. 
Antes del descubrimiento de este tipo de proteínas de la familia, la adquisición de mutaciones era la única forma conocida que los fagos podían utilizar para evitar la rotura mediada por CRISPR-Cas, al reducir la afinidad de unión del fago y CRISPR. No obstante, las bacterias tienen mecanismos para redireccionar el bacteriófago mutante, un proceso que se denomina "adaptación de cebado". Hasta donde saben actualmente los investigadores, anti-CRISPR es la forma más eficaz de garantizar la supervivencia de los fagos durante todo el proceso de infección de las bacterias.

## Historia
Los sistemas anti-CRISPR se observaron por primera vez en profagos de Pseudomonas aeruginosa, que desactivaban el sistema IF CRISPR-Cas, característico de algunas cepas de estas bacterias. Tras analizar las secuencias genómicas de estos fagos, se descubrieron genes que codifican cinco proteínas Anti-CRISPR diferentes (también denominadas Acrs). Dichas proteínas fueron AcrF1, AcrF2, AcrF3, AcrF4 y AcrF5. La investigación encontró que ninguna de estas proteínas interrumpía la expresión de los genes Cas ni el ensamblaje de las moléculas CRISPR, por lo que se pensó que esas proteínas de tipo IF afectaban directamente la interferencia CRISPR-Cas.
Investigaciones adicionales confirmaron esta hipótesis con el descubrimiento de otras cuatro proteínas (AcrE1, AcrE2, AcrE3 y AcrE4), que demostraron impedir el sistema CRISPR-Cas de Pseudomonas aeruginosa.  Además, el locus de los genes que codifican estas proteínas de tipo IE era muy cercano al responsable de la expresión de las proteínas de tipo IF en el mismo grupo de fagos, lo que llevó a la conclusión de que ambos tipos de proteínas trabajaban juntas. Sin embargo, estas primeras nueve proteínas no compartían motivos de secuencia comunes, lo que habría facilitado la identificación de nuevas familias de proteínas Anti-CRISPR.
Más tarde, se vio que los fagos que producían tales proteínas también codificaban un supuesto regulador transcripcional llamado Aca 1 (anti-CRISPR asociado 1) que estaba ubicado genéticamente muy cerca de los genes anti-CRISPR. Se supone que esta proteína reguladora es la responsable de la expresión del gen anti-CRISPR durante el ciclo infeccioso del fago, por lo que ambos tipos de proteínas (anti-CRISPR y Aca1) parecen trabajar juntas como un solo mecanismo. 
Después de algunos estudios, se encontró una secuencia de aminoácidos similar a la de Aca1, lo que llevó al descubrimiento de Aca2, una nueva familia de proteínas Aca. Aca2 también reveló la existencia de cinco nuevos grupos de proteínas anti-CRISPR de tipo IF debido a su proximidad genómica: AcrF6, AcrF7, AcrF8, AcrF9 y AcrF10. Estas proteínas no sólo estaban presentes en los fagos de Pseudomonas aeruginosa, sino que también afectaban a otras células de la Pseudomonadota (antes Proteobacteria). 
Gracias al uso de herramientas bioinformáticas, en 2016 se descubrieron las familias de proteínas AcrIIC1, AcrIIC2 y AcrIIC3 en Neisseria meningitidis (que había sido infectada previamente por fagos). Estas proteínas fueron los primeros inhibidores de CRISPR-Cas tipo II que se encontraron (en concreto, impidieron CRISPR-Cas9 II-C, el tipo de mecanismo utilizado en la edición genética de las células humanas).  Un año después, un estudio confirmó la presencia de inhibidores CRISPR-Cas9 de tipo II-A (AcrIIA1, AcrIIA2, AcrIIA3 y AcrIIA4) en Listeria monocytogenes (infectada por bacteriófagos que introdujeron las proteínas anti-CRISPR). Se demostró que dos de esas proteínas (AcrIIA2 y AcrIIA4) funcionan correctamente contra el sistema CRISPR defensivo de Streptococcus pyogenes tipo II-A.
El resultado de toda esta investigación ha sido el descubrimiento de 21 familias de proteínas Anti-CRISPR diferentes, aunque pueden existir otros inhibidores debido al rápido proceso mutacional de los fagos. Por tanto, se necesita más investigación para desentrañar la complejidad de los sistemas anti-CRISPR.

## Tipos
Los genes anti-CRISPR se pueden encontrar en diferentes partes del ADN del fago: en la cápside, la cola y en el extremo. Además, se ha descubierto que muchos MGE tienen dos o incluso tres genes Acr en un solo operón, lo que sugiere que podrían haber sido intercambiados entre MGE.
Como todas las proteínas, las proteínas de la familia Acr se forman por la traducción y transducción de los genes, y su clasificación se basa en el tipo de sistema CRISPR-Cas que inhiben, debido a que cada proteína anti-CRISPR inhibe un CRISPR-Cas específico. sistema. Aunque no se han descubierto muchas proteínas anti-CRISPR, estas son las que se han encontrado hasta el momento:
| Familia de proteína Anti-CRISPR | Miembro que se ha caracterizado       | CRISPR system inhibited | Número de aminoácidos |
| ------------------------------- | ------------------------------------- | ----------------------- | --------------------- |
| AcrE1                           | JBD5‑34 (Pseudomonas aeruginosa)      | I‑E                     | 100                   |
| AcrE2                           | JBD88a‑32 (P. aeruginosa)             | I‑E                     | 84                    |
| AcrE3                           | DMS3‑30 (P. aeruginosa)               | I‑E                     | 68                    |
| AcrE4                           | D3112‑31 (P. aeruginosa)              | I‑E                     | 52                    |
| AcrF1                           | JBD30‑35 (P. aeruginosa)              | I‑F                     | 78                    |
| AcrF2                           | D3112‑30 (P. aeruginosa)              | I‑F                     | 90                    |
| AcrF3                           | JBD5‑35 (P. aeruginosa)               | I‑F                     | 139                   |
| AcrF4                           | JBD26‑37 (P. aeruginosa)              | I‑F                     | 100                   |
| AcrF5                           | JBD5‑36 (P. aeruginosa)               | I‑F                     | 79                    |
| AcrF6                           | AcrF6Pae (P. aeruginosa)              | I‑E and I‑F             | 100                   |
| AcrF7                           | AcrF7Pae (P. aeruginosa)              | I‑F                     | 67                    |
| AcrF8                           | AcrF8ZF40 (Pectobacterium phage ZF40) | I‑F                     | 92                    |
| AcrF9                           | AcrF9Vpa (Vibrio parahaemolyticus)    | I‑F                     | 68                    |
| AcrF10                          | AcrF10Sxi (Shewanella xiamenensis)    | I‑F                     | 97                    |
| AcrIIA1                         | AcrIIA1Lmo (Listeria monocytogenes)   | II‑A                    | 149                   |
| AcrIIA2                         | AcrIIA2Lmo (L. monocytogenes)         | II‑A                    | 123                   |
| AcrIIA3                         | AcrIIA3Lmo (L. monocytogenes)         | II‑A                    | 125                   |
| AcrIIA4                         | AcrIIA4Lmo (L. monocytogenes)         | II‑A                    | 87                    |
| AcrIIC1                         | AcrIIC1Nme (Neisseria meningitidis)   | II‑C                    | 85                    |
| AcrIIC2                         | AcrIIC2Nme (N. meningitidis)          | II‑C                    | 123                   |
| AcrIIC3                         | AcrIIC3Nme (N. meningitidis)          | II‑C                    | 116                   |

Hasta ahora, se han encontrado genes que codifican proteínas anti-CRISPR en miófagos, sifófagos, supuestos elementos conjugativos e islas de patogenicidad.
Se han realizado intentos de encontrar características genéticas circundantes comunes a los genes anti-CRISPR, pero sin éxito. Sin embargo, se ha observado la presencia de un gen aca justo debajo de los genes anti-CRISPR. 
Las primeras familias de proteínas Acr descubiertas fueron AcrF1, AcrF2, AcrF3, AcrF4 y AcrF5.  Estos inhibidores se encuentran principalmente en los fagos de Pseudomonas, que son capaces de infectar a Pseudomonas aeruginosas que poseen un sistema CRISPR-Cas de tipo I-F. Luego, en otro estudio, se descubrió que las familias de proteínas AcrE1, AcrE2, AcrE3 y AcrE4 también inhiben el tipo I-F CRISPR-Cas en Pseudomonas aeruginosas. 
Más tarde, se descubrió que las familias de proteínas AcrF6, AcrF7, AcrF8, AcrF9 y AcrF10, que también podían inhibir CRISPR-Cas tipo I-F, eran muy comunes en Pseudomonadota MGE. 
Luego se descubrieron los primeros inhibidores de un sistema CRISPR-Cas de tipo II: AcrIIC1, AcrIIC2 y AcrIIC3, que bloquean la actividad CRISPR-Cas9 de tipo II-C de Neisseria meningitidis. 
Finalmente, se encontraron AcrIIA1, AcrIIA2, AcrIIA3 y AcrIIA4. Estas familias de proteínas tienen la capacidad de inhibir el sistema CRISPR-Cas tipo II-A de Listeria monocytogenes.
En cuanto a la convención de nomenclatura de las proteínas de la familia Acr, se establece de la siguiente manera: en primer lugar, el tipo de sistema inhibido, luego un valor numérico referente a la familia de proteínas y finalmente la fuente de la proteína anti-CRISPR específica. Por ejemplo, AcrF9 Vpa es activo contra el sistema tipo IF CRISPR-Cas. También fue el noveno anti-CRISPR descrito para este sistema y está codificado en un MGE integrado en un genoma de Vibrio parahaemolyticus.

## Estructura
Como se explicó anteriormente, existe un amplio espectro de proteínas anti-CRISPR, pero pocas de ellas han sido estudiadas en profundidad. Uno de los Acrs más estudiados y mejor definidos es el AcrIIA4, que inhibe Cas9, bloqueando así el sistema II-A CRISPR-Cas de Streptococcus pyogenes.

### AcrIIA4

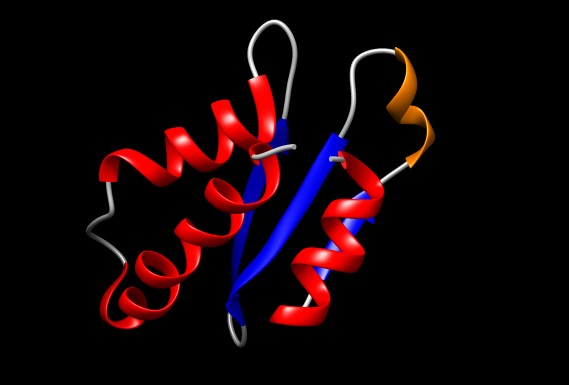
Estructura de AcrIIA4 obtenida con el software UCSF Chimera, donde se cargó su archivo PDB. Se asignaron diferentes colores a las cuatro estructuras secundarias diferentes que se encuentran en esta proteína: azul para las hebras β, rojo para las hélices α, naranja para las 3 _{10} hélices y gris para los bucles. Originalmente, el archivo PDB contiene las 20 secuencias de menor energía (y por tanto, las más estables) superpuestas, una de las cuales fue seleccionada al azar para crear la figura.

La proteína se resolvió mediante resonancia magnética nuclear (RMN); contiene 87 residuos y su peso molecular es de 10,182 kDa.  AcrIIA4 contiene:
- 3 cadenas β antiparalelas (la primera, de los residuos 16 al 19, la segunda, del 29 al 33, y la tercera, del 40 al 44) que forman una lámina β. Esto representa un 16,1% del número total de aminoácidos, ya que 14 de ellos forman las cadenas β.
- 3 hélices α (la primera, de 2 a 13 residuos, la segunda, de 50 a 59 residuos y la tercera, de 68 a 85 residuos).
- 1 hélice 310  colocada entre la primera (β1) y la segunda (β2) cadenas β, que comienza en el residuo 22 y termina en el residuo 25. La parte helicoidal total está compuesta por 40 residuos, lo que supone un 50,6% de la proteína.
- Bucles que unen las diferentes estructuras secundarias.

Existe una buena definición de las estructuras secundarias, ya que las tres hélices α están empaquetadas cerca de las tres hebras β. Sorprendentemente, entre la cadena β3, las hélices α2 y α3, hay un núcleo hidrofóbico, originado por un grupo de cadenas laterales aromáticas que son atraídas por interacciones no covalentes, como el apilamiento de pi. Además, al ser una proteína ácida, existe una alta concentración de residuos cargados negativamente en los bucles entre β3 y α2, entre α2 y α3, y en la primera parte de α3, que pueden jugar un papel importante en la inhibición de Cas9., ya que las cargas negativas podrían imitar los fosfatos de los ácidos nucleicos. 

### AcrF1
Por otro lado, existe otro Acr, AcrF1, que quizás no haya sido tan estudiado como el explicado anteriormente, aunque sí hay una buena descripción de su estructura. Inhibe el sistema IF CRISPR-Cas de Pseudomonas aeruginosa. Maxwell y cols. resolvió la estructura 3D mediante RMN.
La proteína contiene 78 residuos, entre los cuales interactúan para formar estructuras secundarias. La estructura de AcrF1 está formada por dos hélices α antiparalelas y una lámina β, que contiene cuatro hebras β antiparalelas. Esta lámina β se coloca en el lado opuesto de la parte helicoidal α, lo que crea un núcleo hidrofóbico formado por 13 aminoácidos. También se pueden encontrar espiras en diferentes partes de la proteína, por ejemplo, uniendo las cadenas β. 
Existen residuos de superficie que participan activamente en el sitio activo de AcrF1, dos de los cuales son tirosinas (Y6 e Y20) y el tercer aminoácido es un ácido glutámico (E31), ya que su mutación por una alanina provoca una disminución de 100 veces en la actividad de la proteína (con mutaciones Y20A y E31A), y una disminución de 10 7 veces cuando se muta Y6.
Las diferentes estructuras que forman la proteína crean una extraña combinación, tal y como Maxwell et al. Realizó una búsqueda DALI para encontrar similitudes entre otras proteínas y no encontraron similitudes informativas.

## Función

### Evitar la destrucción del ADN del fago
La función principal de las proteínas anti-CRISPR es interactuar con componentes específicos de los sistemas CRISPR-Cas, como las nucleasas efectoras, para evitar la destrucción del ADN del fago (por unión o escisión).
Un fago introduce su ADN en una célula procariótica, normalmente la célula detecta una secuencia conocida como "diana", que activa el sistema inmunológico CRISPR-Cas, pero la presencia de una secuencia inicial (antes de la diana) que codifica la formación de proteínas Acr, evita destrucción de fagos. Las proteínas Acr se forman antes de leer la secuencia objetivo. De esta manera, el sistema CRISPR-Cas se bloquea antes de que pueda desarrollar una respuesta.
El procedimiento comienza con la transcripción del locus CRISPR en crRNA (ARN CRISPR). Los crRNA se combinan con las proteínas Cas formando un complejo de ribonucleoproteína llamado Cascade. Este complejo examina la célula para encontrar secuencias complementarias del crRNA. Cuando se encuentra esta secuencia, la nucleasa Cas3 se recluta en Cascade y se escinde el ADN objetivo del fago. Pero, por ejemplo, cuando se encuentran AcrF1 y AcrF2 (proteínas anti-CRISPR), estas interactúan con Cas7f y Cas8f-Cas5f, respectivamente, no permitiendo la unión al ADN del fago. Además, la unión entre AcrF3 y Cas3 evita la escisión del objetivo.

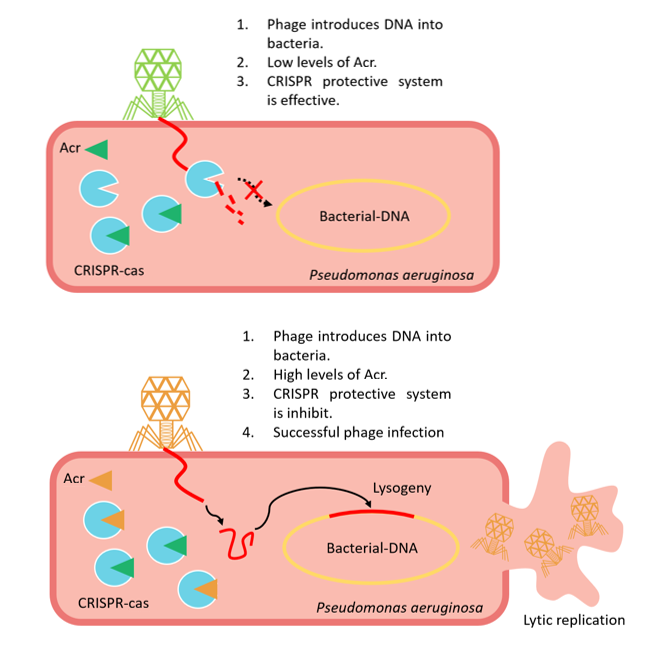
Cooperación fago-fago: Las primeras infecciones por fagos pueden no ser capaces de obstaculizar la inmunidad CRISPR, pero las cooperaciones fago-fago aumentan cada vez más la producción de Acr y la inmunosupresión del huésped, lo que produce un aumento en la vulnerabilidad de la célula huésped a la reinfección, y finalmente permite una infección exitosa. y propagación de un segundo fago. Basado en una representación encontrada en la referencia 17.

La mayoría de los genes Acr se encuentran junto a genes anti-asociados a CRISPR (Aca), que codifican proteínas con un motivo de unión al ADN de hélice-giro-hélice. Los genes Aca se conservan y los investigadores los están utilizando para identificar los genes Acr, pero la función de las proteínas que codifican no está del todo clara. El promotor asociado a Acr produce altos niveles de transcripción de Acr justo después de que se produce la inyección del ADN del fago en la bacteria y, posteriormente, las proteínas Aca reprimen la transcripción. Si esto no se reprimiera, la transcripción constante del gen sería letal para el fago. Por tanto, la actividad del Aca es fundamental para asegurar su supervivencia. 

### Cooperación fago-fago
Además, se ha comprobado que las bacterias con sistemas CRISPR-Cas siguen siendo parcialmente inmunes a Acr. En consecuencia, es posible que las infecciones iniciales abortivas por fagos no puedan obstaculizar la inmunidad CRISPR, pero la cooperación fago-fago puede aumentar cada vez más la producción de Acr y promover la inmunosupresión, lo que podría producir un aumento de la vulnerabilidad de la célula huésped a la reinfección y, finalmente, permitir una infección exitosa y propagación de un segundo fago.  Esta cooperación crea un punto de inflexión epidemiológico en el que, dependiendo de la densidad inicial de los fagos Acr y la fuerza de la unión CRISPR/Acr, los fagos pueden eliminarse o originarse una epidemia de fagos (se amplifica el número de bacteriófagos).  
Si los niveles iniciales de fagos son lo suficientemente altos, la densidad de huéspedes inmunodeprimidos alcanza un punto crítico en el que hay más infecciones exitosas que no exitosas. Entonces comienza una epidemia. Si no se alcanza este punto, se produce la extinción de los fagos y los huéspedes inmunodeprimidos recuperan su estado inicial.  

### Evasión inmune de fagos
Ha quedado claro que las proteínas Acr desempeñan un papel importante al permitir la evasión inmune de los fagos, aunque aún no está claro cómo la síntesis de proteínas anti-CRISPR puede superar el sistema CRISPR-Cas del huésped, que puede destruir el genoma del fago minutos después de la infección. 

## Mecanismos

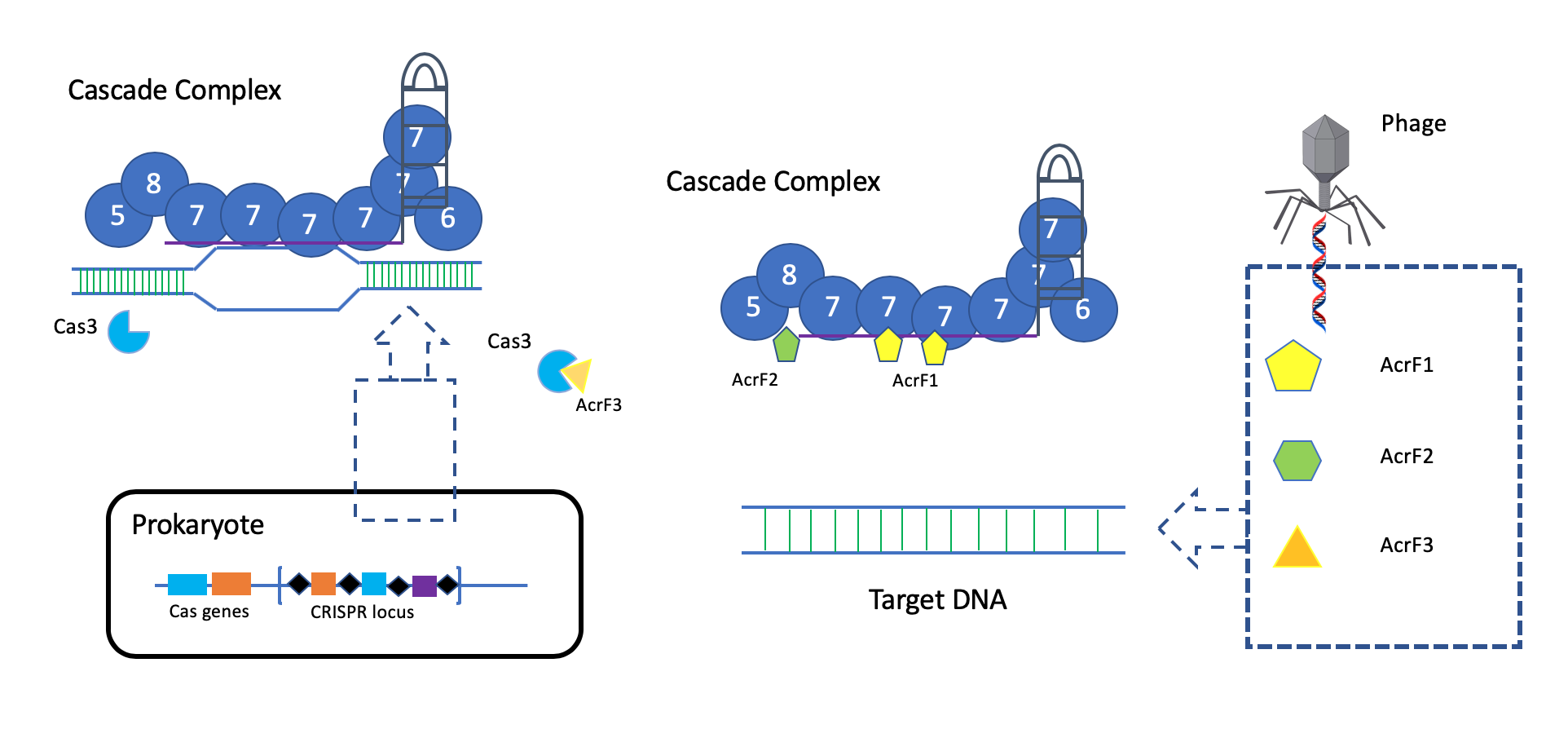
Diagrama que muestra el sistema CRISPR-Cas tipo IF, así como los mecanismos de inhibición de tres anti-CRISPR tipo IF. El complejo CRISPR tipo IF está formado por 60 nucleótidos de ARNcr y nueve proteínas Cas (el tipo de proteína se especifica con los números 5,8,7,6). AcrF1 va a Cas7f, impidiendo el acceso del ADN objetivo a la guía de ARNcr. AcrF2 interactúa tanto con Cas8f como con Cas7f, lo que dificulta el acceso del ADN objetivo al bolsillo de unión. Finalmente, AcrF3 forma un homodímero, interactuando con Cas3 impidiendo su contacto con el complejo Cascade. Basado en una representación de una revisión que se encuentra en las referencias a continuación.

Dentro de todas las proteínas Anti-CRISPR que se han descubierto hasta ahora, se han descrito mecanismos para solo 15 de ellas. Estos mecanismos se pueden dividir en tres tipos diferentes: interferencia de carga de ARNcr, bloqueo de la unión del ADN y prevención de la escisión del ADN.

### Interferencia de carga de ARNcr
El mecanismo de interferencia de carga de CrRNA (CRISPR RNA) se ha asociado principalmente con la familia de proteínas AcrIIC2.  Para bloquear la actividad de Cas9, impide el correcto ensamblaje del complejo crRNA‐Cas9.

### Bloqueo de unión al ADN
Se ha demostrado que AcrIIC2 no es el único capaz de bloquear la unión al ADN. Hay otras 11 proteínas de la familia Acr que también pueden realizarlo. Algunos de ellos son AcrIF1, AcrIF2 y AcrIF10, que actúan sobre diferentes subunidades del complejo efector en cascada del sistema CRISPR-Cas tipo I-F, impidiendo que el ADN se una al complejo. 
Además, AcrIIC3 previene la unión del ADN al promover la dimerización de Cas9   y AcrIIA2 imita el ADN, bloqueando así los residuos de reconocimiento de PAM y, en consecuencia, previniendo el reconocimiento y la unión del dsDNA (ADN bicatenario).  

### Prevención de la escisión del ADN
AcrE1, AcrIF3 y AcrIIC1 pueden prevenir la escisión del ADN objetivo. Utilizando cristalografía de rayos X, se descubrió que AcrE1 se une a Cas3 asociado a CRISPR.  Asimismo, el análisis bioquímico y estructural de AcrIF3 mostró su capacidad de unirse a Cas3 como dímero para evitar el reclutamiento de Cas3 al complejo Cascade.    Finalmente, gracias a estudios bioquímicos y estructurales de AcrIIC1, se encontró que se une al sitio activo del dominio de la endonucleasa HNH en Cas9, lo que evita que el ADN se escinda. Por lo tanto, convierte a Cas9 en un estado inactivo pero unido al ADN. 

## Aplicaciones

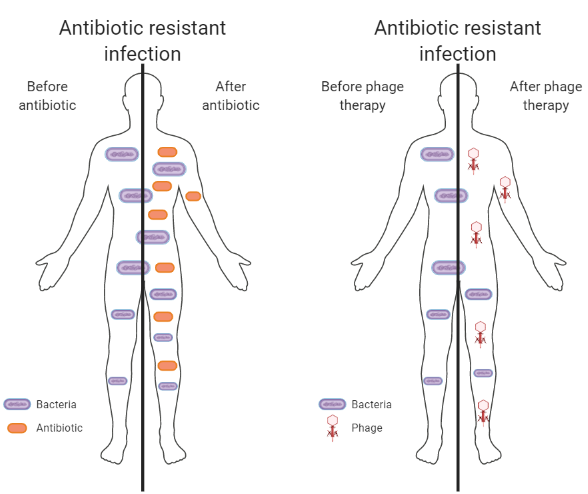
La terapia con fagos podría usarse contra la resistencia a los antibióticos, ya que los bacteriófagos pueden matar bacterias y curar una infección.

### Reducir los cortes no deseados de CRISPR-Cas9
AcrIIA4 es una de las proteínas responsables de la inhibición del sistema CRISPR-Cas9, el mecanismo utilizado en la edición de células de mamíferos. La adición de AcrIIA4 en células humanas evita la interacción de Cas9 con el sistema CRISPR, reduciendo su capacidad para cortar el ADN. Sin embargo, diversos estudios han llegado a la conclusión de que añadirlo en pequeñas proporciones una vez realizada la edición del genoma reduce el número de cortes fuera del objetivo en los sitios concretos en los que interactúa Cas9, lo que hace que todo el sistema sea mucho más preciso. 

### Evitar consecuencias ecológicas
Uno de los principales objetivos del uso de la tecnología CRISPR-Cas9 es erradicar enfermedades, algunas de las cuales se encuentran en vectores de enfermedades, como los mosquitos. Las proteínas anti-CRISPR pueden impedir el impulso genético, lo que podría crear consecuencias inciertas y catastróficas en los ecosistemas. 

### Detectar la presencia de Cas9 en una muestra

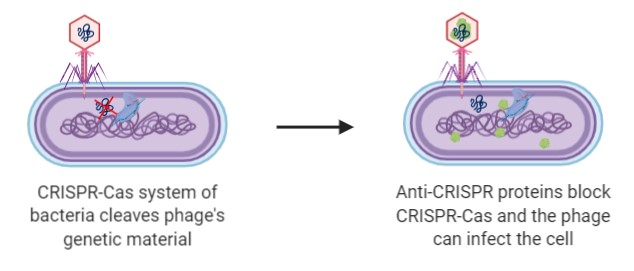
La terapia con fagos es una buena alternativa al uso de antibióticos, pero algunas bacterias tienen sistemas CRISPR-Cas. Sin embargo, si los fagos tuvieran proteínas Acr, inhibirían el sistema inmunológico CRISPR-Cas e infectarían la célula. Al final del ciclo de reproducción de los fagos, que tiene lugar en el interior de las bacterias, se liberarían nuevos fagos, provocando la lisis celular.

Para saber si una determinada bacteria sintetiza Cas9, y por tanto utiliza CRISPR-Cas9, o para detectar un uso accidental o no permitido de este sistema, se puede utilizar AcrIIC1. Como la proteína antes mencionada se une a Cas9, se ha diseñado una plataforma de microfluidos centrífugos para detectarla y determinar su actividad catalítica. 

### Terapia con fagos
La resistencia a los antibióticos es un problema de salud pública que está en constante aumento, debido al mal uso de los antibióticos. La fagoterapia consiste en la infección de bacterias mediante fagos, que son mucho más específicos y provocan menos efectos secundarios que los antibióticos. Acrs podría inhibir el sistema CRISPR-Cas9 de algunas bacterias y permitir que estos fagos infecten células bacterianas sin ser atacados por su sistema inmunológico. 
 